# 神ユキ
神 ユキ（じん ゆき、1987年1月11日- ）は日本のモデル、レースクイーン、グラビアアイドル、AV女優。カプセルエージェンシー所属。

## 略歴
モデルとして芸歴をスタート、2008年よりレースクイーンとしても活動。2009年には銀だこハイボール酒場のイメージガール「角銀子」に抜擢。その後、本格的にグラビアに転身し、芸術的なくびれから尻にかけてのラインおよび尻の形から「美尻番長」として着エロ界で確固たる地位を築く。現在に至るまで、その美尻を全面に押し出したイメージDVDをコンスタントにリリースしている。2012年3月には、ビージーン2012年5月号でヌードを披露、アダルトビデオメーカーのプレミアムで、尻穴、ヘアー、乳首を解禁、同年8月の作品ではフェラチオを解禁している。同年11月17日に新宿ステーションスクエアで「神ユキ×たけし軍団 真冬の新宿水着祭り」で、12月7日にAVデビューすることを発表した。
2014年7月、セガのゲーム「龍が如く」シリーズのキャラクター出演をかけたセクシー女優人気投票にエントリー。同年8月24日、結果発表。『龍が如く0 誓いの場所』への出演権を逃した。順位・得票数未発表。

## 人物
- 趣味：スポーツ観戦・ダーツ・乗馬
- 特技：テニス・水泳・マッサージ

## 作品

### アダルトDVD
- 神尻（3月7日、PREMIUM）
- 神オ○ニー（5月7日、PREMIUM）
- 美尻神 フェラ解禁（8月7日、PREMIUM）
- 神尻2 フェラチオ&MAX露出（10月7日、PREMIUM）
- 美尻神 本番解禁!（12月7日、PREMIUM）
- 神尻ノーパン女教師 3時間スペシャル（1月7日、PREMIUM）

- 神尻 3 〜SEX AND THE 尻〜（2月7日、PREMIUM）
- 神接吻 〜淫らな唇と初レズキス〜（3月7日、PREMIUM）
- T-BACK FUCK（4月7日、PREMIUM）
- 極 神尻 〜アナル*スペシャル〜（5月7日、PREMIUM）
- 夫の目の前で犯されて-特別編 アスリートの絶望（5月7日、アタッカーズ）
- PREMIUM STYLISH SOAP V.I.P 180分スペシャル（6月7日、PREMIUM）
- 神7本番 240分スペシャル（7月7日、PREMIUM）
- 神ユキ 顔面騎乗スペシャル（8月7日、PREMIUM）
- 幻の神尻 ～発掘! AVデビュー前の未公開映像～（8月7日、PREMIUM）
- 淫・女尻 神ユキスペシャル（9月7日、PREMIUM）
- 3D神尻（10月7日、PREMIUM）
- ふんどしエロス（10月7日、アタッカーズ）
- 濃厚、密着、セックス。（11月7日、PREMIUM）
- 尻凌辱（12月7日、PREMIUM）

- あなた、許して…。一年越しの約束（1月7日、アタッカーズ）
- 衝撃解禁! 神尻黒人FUCK（2月7日、PREMIUM）
- HYPER淫・女尻（3月7日、PREMIUM）
- あなただけのもの 背徳の凌辱性感帯開発（4月7日、アタッカーズ）
- 神ユキ PREMIUM BEST 8時間（5月7日、PREMIUM）※単体ベスト
- 美尻の大罪 整体師 新山理生の受難（5月7日、アタッカーズ）
- 犯ってイイオンナ（6月7日、アタッカーズ）
- 媚尻のステージ 終わりなき性奴の宴（7月7日、アタッカーズ）
- 神尻、待望のマドンナ初登場!! あなたへ、今晩、ゆいの家に泊まります。（8月7日、マドンナ）
- ヤラしい義父の嫁いぢり お義父さん、もう許して下さい…（9月7日、マドンナ）
- 親父の女（10月7日、マドンナ）
- 犯された美人ハスラー 恥辱へのブレイクショット（11月7日、アタッカーズ）
- 女子アナ調教 堕淫のリポート（12月7日、アタッカーズ）

- 暗黒の女スパイ Episode-02 洗脳された快楽兵器（1月7日、アタッカーズ）
- 犯罪捜査官 疑惑の銃弾（2月7日、アタッカーズ）
- 被虐のレースクィーン（3月7日、アタッカーズ）
- 濃厚オヤジと女教師（4月1日、ワンズファクトリー）
- sympathy ～レズの出会い～（4月1日、U&K）共演：蓮実クレア
- 神尻RQ着衣FUCK（4月2日、グローリークエスト）
- 憧れのスチュワーデスと性交（4月4日、ドリームチケット）
- 行列のできる有名店 真正ビアン泡姫のいるレズソープランド（4月7日、ビビアン）他2名出演
- 令嬢姉妹 麗奴の刻印（4月7日、アタッカーズ）共演：神田光
- 夫の親友に犯され感じてしまった私…（4月13日、溜池ゴロー）
- ノーパンパンスト女の着衣美尻FUCK（4月16日、グローリークエスト）他出演：紺野ひかる、事原みゆ、湊莉久
- 花はうつつに。レズビアンパートナー（5月1日、U&K）共演：波多野結衣
- M男クンの実家の鍵、貸します。（5月2日、ワープエンタテインメント）
- 女教師監禁レ×プ（5月13日、溜池ゴロー）
- 神ユキが本性さらす不倫旅（5月20日、STAR PARADISE）
- 恥ずかしいカラダ 神様、仏様、ユキ様（5月30日、HMJM）
- ずっと一緒に…。vol.05 ユキ編（6月5日、アウダースジャパン）
- ジャッカル ～修羅姫たちの快楽処刑台～ Round-01 その残酷、愛しいほどに（6月7日、アタッカーズ）共演：春原未来、真咲南朋、加藤ツバキ、HIKARI
- 愛してるあなたへ。本当は… 隣人の男性に助けられた私（6月25日、ながえスタイル）
- 神尻 本物中出し解禁!!（6月25日、本中）
- もしも時間を自由に止められたら… 4（6月26日、UMANAMI）共演：伊東真緒、安城アンナ
- お姉さんの巨尻が猥褻過ぎて秒殺で悩殺!!（6月30日、MARRION）
- 美尻人妻に1日10発注入できる中出しレ×プ倶楽部（7月25日、本中）
- ドリシャッ!!（8月1日、ワープエンタテインメント）
- ゲリラ豪雨でビショ濡れのマキシワンピ美女（8月6日、アキノリ）他出演：蓮実クレア、大場ゆい、桜ちなみ
- ジャッカル ～修羅姫たちの快楽処刑台～ Round-02 錯乱の隷属姉弟（8月7日、アタッカーズ）共演：ゆきのあかり、真咲南朋、川上ゆう、水嶋あい、加納綾子
- 危険日に中出しソープで働かされる美尻人妻（8月25日、本中）
- 世界弾丸ハメドラー グラビアの神からセックスの神へ（8月29日、HMJM）
- 淫モラル 凄いクビれのエロ巨尻を規格外のデカチンで24時間ハメまくり!（9月4日、h.m.p）
- 淫乱愛欲レズ色情魔（9月13日、U&K）共演：芦名ユリア
- サイケトリップ・ブチュキス淫語（9月19日、ドグマ）
- 上司の奥さんの巨尻にブチ込んだ俺（9月24日、アキノリ）他出演：大場ゆい、本田莉子、穂高ゆうき
- 女医in…［脅迫スイートルーム］Doctor Yuki (30)（10月2日、ドリームチケット）
- オフィスレディレズ痴漢 ～蒸れた黒パンスト、真夏の汗だく女性専用車両～（10月7日、ビビアン）共演：大場ゆい、千乃あずみ
- 綺麗な顔してデカ尻! 淫乱タイトスカートの極上人妻尻（11月20日、みるふぃーゆ）
- 完全撮り下ろし 貧乳人妻夜這い（12月1日、ABC/妄想族）他出演：神波多一花、桜井あゆ、高岡すみれ、中山理莉、武藤あやか
- 婦長の接吻調教でレズ奴隷に堕ちた新任女医（12月1日、ヴィ）共演：風間ゆみ
- 熟シャッ!! 熟女を溺愛するカタチ（12月4日、ワープエンタテインメント）
- 巨尻レズ団地妻（12月19日、レズれ!）共演：川上ゆう
- ごっくん・中出し・アナル・強制レズ! 性奴隷ザーメン漬け輪姦（12月19日、エムズビデオグループ）共演：西田カリナ、夏目優希、篠田あゆみ、桜木優希音
- むすこき。息子のチ○ポをしごきまくる母（12月19日、ABC/妄想族）

- 「…おばさんが初めてでもいいの?」 友達のお母さんに辛抱たまらず金玉パンパン童貞ち●ぽで抱き付いたらヤレた! 子宮から溢れるほど精子が出たので、友達に弟が出来たら、そのパパは僕かもしれません!! 2（1月8日、SCOOP）他出演：風間ゆみ、綾瀬みなみ
- 若妻調教志願 快楽漬けの虜になった美尻妻（1月8日、オルガ）
- 鬼尻地獄（1月22日、REAL）共演：蓮実クレア
- 女捜査官 狂い逝き集団拷姦（2月1日、ヴィ）共演：朝桐光、希咲あや、逢沢はるか
- ハーレムレースクイーン（2月6日、ROCKET）共演：卯水咲流、水野朝陽、和久井ナナ、天羽栞
- マグロ男限定!! 最初から最後まで動かなくてもイカせまくってくれる風俗フルコース!! 10発出すまで帰れません!!（2月12日、BAZOOKA）他出演：蓮実クレア、木南日菜、初美沙希
- ボクを教育してくれる中出し好き先輩ギャルOL3人組!!（2月19日、kira☆kira）共演：AIKA、上原花恋
- ノーモザイク・レズれ!（2月19日、レズれ!）共演：川上ゆう／他出演：北川エリカ、陽木かれん、友田彩也香、朝倉ことみ、北条麻妃、紗藤まゆ、原千草、音無かおり
- 神舌ヨダレ漬け! じゅるフェラごっくん女王（2月19日、エムズビデオグループ）
- 男1人を責め続ける3人の痴女（2月25日、痴女ヘブン）共演：水野朝陽、西條るり
- 潜入捜査官 尼寺アナル拷問（3月1日、ヴィ）共演：風間ゆみ、藤井凛
- 変態は転校生 ～痴女子校生に調教される淫乱女教師～（3月13日、U&K）共演：涼川絢音
- S級モデルBODYボンデージ（3月19日、Fetish Box/妄想族）
- 馬用興奮剤を飲んだ男女が中出しぐちょぐちょ種付けSEX（3月25日、UMANAMI）
- 肉感ハレンチ極小レオタード VOL.3（3月30日、ジャネス）
- 私、本名でセックスしてました。（4月1日、無名時代）
- 町内の奥さま まるごと全員に種くばり（4月1日、ZUKKON/BAKKON）共演：澤村レイコ、加山なつこ、片瀬仁美、椎名りりこ、内山まい、藤井凛、吉田花、綾瀬みなみ、南瀬奈、松岡みれい
- ボディーストッキング Temptation（4月19日、Fetish Box/妄想族）
- LESBATTLE ROYALE -レズバトル・ロワイヤル-（5月7日、ビビアン）共演：Maika、涼川絢音、水原さな、大槻ひびき、彩城ゆりな、みづなれい
- 突然やってきた営業レディは媚薬を飲むと、黒パンストを擦りつけながら淫らに股間を滴らせ、カニバサミで中出しを求めた!（5月13日、V&R PRODUCE）他出演：槇原愛菜、綾瀬みなみ、南星愛
- パンスト妄想脚（5月19日、ミル）
- 世界一早漏男の連続射精SEX（5月19日、ROOKIE）共演：早川瀬里奈
- 旦那にエステ通いを勧められ…オイルマッサージで理性がブッ飛び他人棒でイキ狂う美尻妻（5月19日、乱丸）
- エロティック ボンデージ 究極のサディスティックLOVE（5月30日、未来 フューチャー）
- Wキャスト痴女ハーレム 最高の黄金比は「痴女2:男1」（6月1日、Fetish Box/妄想族）共演：蓮実クレア
- 全裸オイルキャットファイト 7 HANABI（6月9日、ROCKET）共演：本真ゆり、春川せせら、西村ニーナ、NOA、まひろ芽唯、しほのちさ、南瀬奈
- 夫婦円満な俺だけど嫁の姉がことあるごとに色仕掛けでボクを誘惑! 嫁の姉との禁断中出し子作り生活（6月10日、V&R PRODUCE）他出演：綾瀬みなみ、涼宮のん、夢実あくび
- ヘンリー塚本 女子銀行員 業務上不適切性交渉（6月13日、FAプロ）他出演：水原さな、春原未来
- スケベな爆尻がやってくる! エロ過ぎる悩殺ヒップ（6月15日、ジャネス）
- 大場ゆいと神ユキの旅ビアン（7月7日、ビビアン）共演：大場ゆい
- Stylishボディコン 妖艶ボディーで挑発するグラマラス美女（7月19日、Fetish Box/妄想族）
- 巨根男とパンストデカ尻女（7月19日、慧萌昂/妄想族）他出演：KAORI、川奈亜希
- うちの妻にかぎって… 「キス？…5秒だけ？」困った顔のまま諦めるようにそう言うと僕の妻は他の男にカラダを許した【寝取られ】人妻中出し【NTR】22（7月25日、ビッグモーカル）
- 神ユキの騎乗位で卑猥な腰使いを味わいながら神波多一花に濃厚な接吻を求め続けられるエロ羨ましすぎる3Pセックス（7月25日、アロマ企画）共演：神波多一花
- スケベ椅子でゴッドハンド痴女ハーレム（7月30日、ジャネス）共演：蓮実クレア／他出演：篠田あゆみ、澤村レイコ、小早川怜子、みづなれい、川上ゆう、HIKARI、上原花恋、広瀬奈々美
- 男潮トリプルオルガズム 前潮・射精・後潮という3連続の快楽ループ（7月30日、未来 フューチャー）他出演：上原花恋、小早川怜子、澤村レイコ、松岡セイラ、北川エリカ
- スケベな匂いの愛液が溢れるガチイキ変態ディルドオナニー VOL.4（8月1日、Fetish Box/妄想族）他出演：澤村レイコ、佳苗るか、大槻ひびき、蓮実クレア、篠田あゆみ、乙葉ななせ、大場ゆい、浜崎真緒、みづなれい、小早川怜子
- 押しかけ同棲レズ ダメ女と私のレズ生活（8月1日、U&K）共演：黒崎ゆりな
- 人妻温泉不倫のお宿（8月5日、LEO）他出演：篠田あゆみ
- W痴女 ユキとみさき（8月19日、ドグマ）共演：唯川みさき
- 世界弾丸ハメドラー ふるさと（8月27日、HMJM）
- 男は黙って2回戦! 早漏男を焦らしながらの連続射精がマジやばい（8月30日、未来 フューチャー）他出演：蓮実クレア、篠田あゆみ、澤村レイコ、桜井あゆ、北条麻妃、みづなれい
- 神尻 神ユキアナル解禁 ガチンコ生中出し初アナルFUCK! ハードコア2穴アナル生中出し!!（9月1日、ROCKET）※「AV OPEN 2016」ハード部門エントリー作品
- 本物の超淫乱女はフェラチオしながら猛烈にオナニーもするんです Vol.3（9月1日、Fetish Box/妄想族）他出演：佳苗るか、蓮実クレア、澤村レイコ、大槻ひびき、みづなれい、浜崎真緒、大場ゆい
- 百合浪漫譚 ～遊女レズビアン～（9月1日、U&K）共演：成宮いろは
- ペニバン男犯の虜になった神尻美女（9月7日、AMEDIA/妄想族）
- ザ☆ブーツ痴女 手コキ男犯（9月7日、MEGAMI）他出演：羽生ありさ、原ちとせ
- 完全ノーモザイクディルドフェラ 唇や舌のスケベな動き、全てお見せいたします!（9月19日、Fetish Box/妄想族）他出演：篠田あゆみ、川上ゆう、澤村レイコ、小早川怜子、大槻ひびき 他
- 尻圧 ～しりあつ～ 女の尻に負けて搾り取られる日々（9月19日、MEGAMI）
- 官能小説家の奴隷妻（9月23日、人妻花園劇場）
- ペニバンでMアナルを犯され潮まで吹いてしまったM男（9月25日、未来 フューチャー）他出演：竹内紗里奈、佳苗るか、桜井あゆ、川上ゆう、栗林里莉、初美沙希
- 骨抜き快楽モンスター W手コキ射精天国（10月1日、Fetish Box/妄想族）他出演：篠田あゆみ、澤村レイコ、小早川怜子、広瀬奈々美、川上ゆう、みづなれい、蓮実クレア、上原花恋、HIKARI
- オシャブリーナ フェラチオがしたくてたまらないおしゃぶり痴女（10月1日、Fetish Box/妄想族）
- Wペニバンレズ（10月13日、U&K）共演：黒崎ゆりな／他出演：水原さな、仁美まどか、真鍋あや、水元恵梨香
- フェラチオの中で一番【四つん這いフェラ】が好き!（10月19日、Fetish Box/妄想族）他出演：佳苗るか、篠田あゆみ、乙葉ななせ、香山美桜、大槻ひびき、小早川怜子、浜崎真緒
- 淫乱スピリッツ 男を挑発するハイパー痴女（10月30日、ジャネス）
- オシャブリ相乗効果で快楽度400％! 発狂確定のW鬼フェラチオ（10月30日、ジャネス）他出演：上原花恋、HIKARI、川上ゆう、みづなれい、小早川怜子、広瀬奈々美、篠田あゆみ、澤村レイコ、蓮実クレア
- 100％悶絶確定! ボンデージクイーンの淫語手コキ（10月30日、未来 フューチャー）他出演：篠田あゆみ、浜崎真緒、蓮実クレア、みづなれい、かすみりさ、川上ゆう
- 参りましたm（__）mこんな凄い手コキは初めてです!! ドクドクとたっぷり精子が出てしまう超爽快な射精しちゃいました 4時間（11月1日、Fetish Box/妄想族）他出演：佳苗るか、大槻ひびき、みづなれい、澤村レイコ、篠田あゆみ、浜崎真緒、蓮実クレア、小早川怜子 他
- 人妻不倫危険日密会 カニばさみでロックされ逃げられず逆強制中出し!!（11月2日、LEO）他出演：黒崎潤、美堂かなえ
- V 10周年記念 神尻アナルレズ解禁作品! 大量汗吹き発情アナル奴隷（11月7日、ヴィ）共演：澤村レイコ
- 逆3P痴女パラダイス（11月13日、ジャネス）共演：蓮実クレア／他出演：川上ゆう、みづなれい
- SEXYボンデージ BEST 3時間 神ユキ（11月13日、未来 フューチャー）※単体ベスト
- ガクガクぷるぷる立ちオナニー（11月13日、痴ロモン/妄想族）他出演：篠田あゆみ、北条麻妃、鈴原エミリ、かすみりさ、香山美桜、上原花恋、川上ゆう
- お、お義父様やめて下さい…。息子は恋敵 寝取られ近親相姦 ドSな義父のセクハラ無双に「もし旦那にバレたら…」と考えるだけで濡れるドM妻（11月25日、ビッグモーカル）他出演：彩奈リナ、八ッ橋さい子
- 尻に、胸キュン。けしからん爆尻 ぶるんぶるんと波打つ暴れん坊な尻に誘われるままナマ挿入中出し 8人4時間!（11月25日、ビッグモーカル）他出演：乙葉ななせ、浜崎真緒、成海うるみ、長谷川夏樹、佐々木恋海、香山美桜、かすみりさ
- ウルトラM性感研究所クラブ・ザ・サッキュバス 意識ブッ飛びハーデス・テンション! 驚愕の快楽淫夢！阿媚狂喚のイキ地獄（11月25日、AVS collector’s）共演：真咲南朋、優里
- エロ汁まみれのオナニー中毒 11（11月27日、ジャネス）
- レズへの扉 ～大興奮! シチュエーションレズ～（12月1日、U&K）共演：蓮実クレア／他出演：事原みゆ、槇原愛菜、椿かなめ、羽生ありさ
- 覚醒する乳感度と究極のオルガズム スペンス乳腺マッサージ（12月8日、マッサGoGo!!/妄想族）他出演：彩奈リナ、蓮実クレア
- VIVA! 女豹の尻（12月13日、アロマ企画）他出演：大場ゆい、北川エリカ、羽月希、彩奈リナ 他
- マジックミラー号 レズエステ Fカップ以上の美巨乳お姉さんが女同士でドキドキマッサージ体験♡ マ○コとマ○コのディープキスでW快感悶絶レズアクメ!!（12月22日、SODクリエイト）
- 媚薬3穴ごっくんトリップ!（12月25日、エムズビデオグループ）
- 『ナマ』という言葉に異常反応する隣の敏感妻。旦那にバレないように寝取る!（12月25日、ビッグモーカル）他出演：蓮美クレア、八ッ橋さい子
- 手コキのセンセ。思わず体がエビ反るヤミツキ乳首責めでつゆだくガマン汁がドバドバ確実の12人4時間（12月25日、ビッグモーカル）他出演：川上ゆう、蓮実クレア、みづなれい、かすみりさ、大場ゆい、佳苗るか、澤村レイコ、浜崎真緒 他

- 男を責め狂わす痴女 汗だく中出しセックス2（1月1日、TEPPAN）
- べろべろベローチェKISS手コキ ベラ噛みながらシゴいてください 4時間（1月1日、Fetish Box/妄想族）他出演：香山美桜、大槻ひびき、篠田あゆみ、上原花恋、浜崎真緒、夏目優希、かすみりさ、北川エリカ、桜井あゆ、澤村レイコ、佳苗るか
- 緊縛アナル輪姦 性欲旺盛な若者たちに堕ちた親方の奥さん（1月13日、マドンナ）
- 両手に痴女でしゃぶられシコられ挟み撃ちされるサラウンド型エクスタシー（1月13日、痴ロモン/妄想族）他出演：篠田あゆみ、澤村レイコ、蓮実クレア、上原花恋、広瀬奈々美、小早川怜子、みづなれい、川上ゆう、 HIKARI
- エロ脳をガッツリ直撃！アドレナリンが溢れ出る淫語手コキ（1月25日、痴ロモン/妄想族）
- 淫語を囁き背後から忍び寄る手コキ痴女犯（1月31日、未来 フューチャー）他出演：仁美まどか、大槻ひびき、浜崎真緒、小早川怜子、みづなれい、乙葉ななせ
- スケベ汁ねっちょり淫語オナニー VOL.2 4時間（2月1日、Fetish Box/妄想族）他出演：夏希みなみ、蓮実クレア、仁美まどか、篠田あゆみ、かすみりさ、川上ゆう、小早川怜子、夏目優希、浜崎真緒、みづなれい、大槻ひびき
- チクビ快感伝道師 ver.ふたり責め（3月3日、ワープエンタテインメント）共演：横山みれい
- 肛門NTR（3月7日、山と空）
- 極アナル 地獄中出し（3月10日、REAL）
- 神の愛人（3月10日、バルタン）
- V 10周年記念 神尻 引き裂きアナル拷姦（3月13日、ヴィ）
- 再生して3分で即ヌケます。圧倒的な痴女スキルとご奉仕プレイの連続にイキ狂え! 美尻美女の超エロい淫語連発セックス!! 神ユキ 4時間（3月25日、ビッグモーカル）
- スーパーベスト6時間（3月25日、HMJM）※単体ベスト
- 美人妻、秘密のアルバイト ～欲求不満の主婦はレズビアンの誘惑を断れない～（4月13日、U&K）共演：水原さな
- 赤ふんレズビアン（5月1日、U&K）共演：水原さな／他出演：高城彩、乃南静香、小池奈央、長谷川美紗
- 欲求不満な人妻はED旦那の粗チンをフェラしながらTバックがガッツリ食い込んだお尻を男に見せつけ誘惑する!（5月12日、プレステージ）他出演：泉ののか、愛原れの
- お姉さんのブルマ肉尻で尻コキ（5月13日、痴ロモン/妄想族）他出演：小早川怜子、篠田あゆみ、夏希みなみ、澤村レイコ、川上ゆう
- 女神尻 ～めがみじり～（5月25日、M男パラダイス）他出演：江上しほ、上原果歩
- 極上おもてなし! 行けば必ずヤレる人妻回春エステサロン（6月9日、BAZOOKA）共演：波多野結衣、大槻ひびき、通野未帆
- 子作りに積極的なデカ尻義母の卑猥なフェラ尻に息子の理性は崩壊! 暴発して熟睡している父の横で愛液溢れる義母マ○コに即ハメ生挿入! 欲求不満なカラダは息子の激ピストンで何度も悶絶絶頂! 父に代わって着床するまで何度も中出し!（6月9日、V&R PRODUCE）他出演：江上しほ、本庄優花、瀧本まい
- V10周年記念 神尻捜査官 黒人アナル解禁（6月13日、ヴィ）
- ヘンリー塚本原作 性欲犯罪 肉体の中の悪魔が疼く（6月13日、FAプロ）他出演：加藤ツバキ、山口真理
- 無防備肛門まる見え! 完全尻漬け交尾集 ～波立つ尻肉、エグい抜き挿し、ヒクつくアナル、後ろから眺める優越の絶景～（6月16日、SEX Agent）他出演：あおいれな、篠崎みお、裕木まゆ、藤川れいな、葉山めい、小鳥遊まゆ、神納花、宮沢ゆかり
- DEEP INSIDE ME もっと奥まで感じたい 自慰中毒なディルドオナニー 4時間（6月19日、Fetish Box/妄想族）他出演：上原花恋、神納花、藤本紫媛、蓮実クレア、花咲いあん、浜崎真緒、みづなれい 他
- オ・ン・ナ♀ざかり（6月30日、ワープエンタテインメント）
- カウパー勃起ビキニブリーフ男の悶絶パラダイス（7月1日、Fetish Box/妄想族）他出演：花咲いあん、涼川絢音、藤本紫媛、神納花、川上ゆう、篠田あゆみ、澤村レイコ
- トイレに入ったらペーパーがない!! 尻丸出しで出てきた清楚妻の見事な美尻に隣人が我慢できずに即ハメ! 旦那とご無沙汰過ぎて腰が砕けるほど激しいピストンでイキまくり! 2（7月14日、V&R PRODUCE）他出演：卯水咲流、成宮いろは、瀧本まい
- 淫語責めでM男脳を完全破壊するボンデージ女王様の調教SEX 4時間（7月19日、Fetish Box/妄想族）他出演：蓮実クレア、一条リオン、藤本紫媛、夏希みなみ、小早川怜子、かすみりさ、浜崎真緒、川上ゆう
- 同窓生に誘われて… レズビアンの虜になった人妻。（7月25日、ビビアン）共演：青山はな
- 肉食OL調教日誌 周りの全てが私の奴隷（8月1日、FAプロ）
- ノーモザイク・レズれ! 食い込み大増量乱交ver.（8月19日、レズれ!）他出演：宮崎あや、小谷みのり、初芽里奈、乃南静香、水元恵梨香、神納花、黒木いくみ、円城ひとみ、加藤ツバキ、真咲南朋
- 浮気相手と生ハメって… 息をのむほど美しい人妻たちのいけない営み。中出し不倫セックス美熟女12人4時間（8月25日、プレステージ）他出演：佐々木あき、澤村レイコ、川上ゆう、篠田あゆみ、水原さな
- 【肉ビラめくれ過ぎ!】ディルド丸呑み! オナニー狂。02至近距離から淫語連発! ズボッズボ音速ピストンオナニーを見せつけて壮絶アクメでおかしくなる変態美女。4時間16人（8月25日、ビッグモーカル）他出演：花咲いあん、川上ゆう、大槻ひびき、浜崎真緒、神納花、蓮実クレア、佳苗るか、澤村レイコ、篠田あゆみ、小早川怜子、大場ゆい 他
- 子供が欲しいデカ尻義母が旦那とのSEXレス解消のためバニーガールに変身! 刺激が強すぎてフル勃起が止まらない童貞息子に欲情した義母が優しく筆おろし生挿入! 力任せの鬼ピストンでタイツに張りつく尻肉激揺れさせながら何度も中出し懇願!（9月8日、V&R PRODUCE）他出演：蓮実クレア、加納綾子、明里ともか
- SODロマンス×フランス書院 夢の同棲生活（10月5日、SODクリエイト）他出演：風間ゆみ
- M男にささやき淫語W痴女 2（10月6日、OFFICE K’S）共演：蓮実クレア／他出演：かなで自由、一色さゆり、朝比奈菜々子、小嶺心春
- お姉ちゃんの彼氏を寝取っちゃうふしだらな妹! 彼氏のヤグられ現場に遭遇しちゃった姉と妹でチ○ポの奪い合い! 射精しても姉妹マ○コ全てに中出しするまで終わらないノンストップSEX!（10月20日、OFFICE K’S）他出演：蓮実クレア、月野ゆりあ、かなで自由、一色さゆり
- SEXを妄想しながらバイノーラル淫語オナニー（10月20日、OFFICE K’S）他出演：蓮実クレア、かなで自由、一色さゆり、咲坂花恋、月野ゆりあ
- ガチンコ全裸レズバトル 9（11月2日、ROCKET）共演：春原未来、川上ゆう、羽月希
- 302号の桃尻奥さん。（11月9日、タカラ映像）
- 近隣トラブル! 夫婦で謝罪に行った先で何も出来ないヘタレ夫の目の前で犯され感じてしまう美人妻たち!!（11月10日、プレステージ）他出演：八ッ橋さい子、吉田花
- いつでも射精できる! 抜きやすい挑発パンチラコレクション 4（11月13日、アロマ企画）他出演：篠崎みお 神ユキ、小谷みのり、松下美織、あず希、白金れい奈
- 隙間の誘惑 スリットスカートのパンチラ（11月13日、アロマ企画）他出演：夏希みなみ、八ッ橋さい子、あやね遥菜、白石雪愛、七海ゆあ
- 「お父さんがダメなら僕がヤル!」不妊治療中のタイトスカート穿いたデカ尻義母に息子が「弟が欲しい…」と懇願! 種無し父の変わりに息子がまさかの生チ○ポ挿入! いつでも妊娠可能な超安産型巨尻を波打たせる力任せの鬼突きピストンで着床するまで何度も中出し!（12月8日、V&R PRODUCE）他出演：推川ゆうり、篠田ゆう、明里ともか

- SODファン大感謝祭! 裏ぜつりんバスツアー2 私たちを絶頂させたら敗者復活させてあげる♪ 業界随一の敏感M娘 小谷みのり 永井みひなをイカせまくれ! ＆本編出演超豪華女優14名の主観Wフェラ×7コーナーも収録!（1月11日、SODクリエイト）共演：小谷みのり、永井みひな、なごみ、佐々木あき、蓮実クレア、AIKA、五十嵐潤、浜崎真緒、高木千里
- AV女優 ディルドオナニーコレクション（1月12日、V&R PRODUCE）他出演：波多野結衣、若槻みづな、あおいれな、北川エリカ、水野朝陽、尾上若葉、篠田ゆう、二宮和香 他
- ペニバン男犯 10人のエロい腰使い（1月25日、M男パラダイス）他出演：枢木みかん、若槻みづな、大場ゆい、江上しほ、一松愛梨、羽生ありさ、峰エリ、吹石れな
- VR観てる人の横でこっそりフェラチオ ～不測の事態は予期せぬ快感! リアルなスリルで興奮倍増! この臨場感は癖になる～（2月16日、SEX Agent）他出演：花咲いあん、舞島あかり、丸山れおな、石倉真季、玉木くるみ、葉月もえ、白石りん
- 容赦無き調教奴隷イラマチオ 2 ～支配こそ究極の快楽。嫌がる女の喉奥にねじ込み犯してモノにする～（2月16日、SEX Agent）他出演：尾上若葉、花咲いあん、森はるら、石倉真季、葉月もえ、白石りん、丸山れおな
- ディルドぶっ挿しながらの痴的な手コキ ～頭部の玩具でマ●コに頑張ってお仕えする程にご褒美チ●ポしごきは官能的になっていく～（2月16日、SEX Agent）他出演：尾上若葉、花咲いあん、森はるら、舞島あかり、丸山れおな、白石りん、葉月もえ、玉木くるみ、石倉真季
- ザ☆ブーツ＆CBT 手コキ男犯（2月19日、MEGAMI）他出演：若槻みづな、峰エリ、枢木みかん、江上しほ、原ちとせ、羽生ありさ
- 3Pレズ 熟女売春宿 ～下品丸出しレズ交尾～（3月1日、U&K）共演：加藤ツバキ、今藤霧子
- こっそり角オナニー 2（3月13日、アロマ企画）他出演：斉藤みゆ、篠崎みお、八ッ橋さい子、堂島れい、松下美織
- おま○こ・アナル見せつけ挑発（4月13日、アロマ企画）他出演：あおいれな、浜崎真緒、あず希、苑田あゆり、泉ののか、篠崎みお、夏希みなみ、川村まや、相澤ゆりな、七海ゆあ、榎本葉月 他
- 歪んだ狂演（5月7日、アタッカーズ）共演：山岸琴音

- 寸止め淫語巨尻レズビアン 部長の奥さんに焦らされながら禁断の快楽に引きずりこまれて…（1月1日、Fitch）共演：篠田れいこ
- 今日はこいつにヌカれたい。（1月4日、ワープエンタテインメント）
- 淫欲レズ三つ巴 ～温泉旅行で寝取られた白肌美人妻～（2月1日、U&K）共演：桐島美奈子、小野さち子 ※「AV OPEN 2018」マニア・フェチ部門エントリー作品
- エロ熟女に2回連続抜かれちゃった僕。（2月13日、アロマ企画）他出演：羽生ありさ、本真ゆり、葵百合香、武藤あやか
- お尻の穴の収縮とシワの本数までバッチリ分かるアナルひくひくオナニー（2月25日、アロマ企画）他出演：香苗レノン、あべみかこ、篠田ゆう 、佐野あい 、星乃レイア、武藤あやか 、持田栞里、葵百合香 他
- 睾丸オイルマッサージで鋼鉄並みに硬く仕上げられた僕のち○ぽ、美人エスティシャンに腰ふり騎乗位でたっぷり味わい尽くされる。（2月25日、アロマ企画）他出演：武藤あやか、本真ゆり、さくらい麻乃
- お尻AJOI 究極の完全主観オナニーサポートDVD アナル見せつけ挑発（3月13日、アロマ企画）他出演：皆野あい、三田杏、篠田ゆう、佐野あい、高波奈々未
- ぬるぬるスローオイルフェラ 2（3月13日、アロマ企画）他出演：君色華奈、今井麻衣、武藤あやか、真木今日子、葵百合香、七海ゆあ
- お色気P●A会長＆悩殺女教師と悪ガキ生徒会（3月21日、グローリークエスト）共演：井上綾子
- 究極のM男向け変態オナニー指導 JOI＆CEI（3月25日、アロマ企画）他出演：真木今日子、葵百合香、羽生ありさ、神楽アイネ
- 淫猥スキモノ性交録（3月29日、ワープエンタテインメント）
- 睾丸ふやけるほど吸われ続けながら亀頭を指先でカリカリねっとり刺激され続ける3Pエステ（5月13日、アロマ企画）他出演：真木今日子、木葉ちひろ、新山恵梨、西内るな、今井麻衣、葵百合香、雨宮凛
- 華道家に活けられた女（6月7日、ビビアン）共演：彩葉みおり
- 元ヤリマンばかりの定時制校でミラクル展開! 女子は全員制服だけど年齢はバラバラ!! しかも男はボク1人!（7月19日、ゴールデンタイム）共演：望月りさ、百岡いつか、若月まりあ、早川瑞希、天希ユリナ、奥菜えいみ、新美さくら
- 女流監督「伊達彩華」の真性ハメ撮りレズドキュメント（8月19日、ゆりえっち/妄想族）他出演：あずみひな、星あめり
- 超美人ニューハーフが施術する高級ち○ぽ回春エステサロン（9月13日、アロマ企画）共演：咲雪華奈（主演）※Blu-ray同時発売
- アナル丸出しマングリ淫語バイブオナニー（9月13日、アロマ企画）他出演：倉木しおり、桜木優希音、水嶋アリス、嗣永さゆみ、明海こう ※Blu-ray同時発売
- 唇が触れ合いそうな距離で見つめられエッチな言葉でささやかれ手コキ（9月25日、アロマ企画）他出演：水嶋アリス、桜木優希音、笹倉杏、一ノ瀬恋、嗣永さゆみ ※Blu-ray同時発売
- 凄指技の睾丸マッサージ×逆手オイル手コキ その3（10月13日、アロマ企画）他出演：波多野結衣、小日向まい、咲雪華奈、星乃レイア、星空もあ、紗凪美羽

- しゃがんだお尻の穴の収縮とシワの本数までバッチリ分かるアナルひくひくオナニー（1月13日、アロマ企画）他出演：宮沢ちはる、一条みお、黒川すみれ、藤井林檎、笹倉杏、星あめり、紗凪美羽、豊中アリス、後藤里香、夏希のあ、桃瀬瑠加、佐原由紀、明海こう、愛里るい
- ど淫乱レズ売春木賃宿 ～レズの巣窟 ボロ家屋四畳半～（3月13日、U&K）共演：伊東沙蘭
- 息子の嫁とのセックス記録（4月1日、プラネットプラス/七狗留）
- 義弟の巨根に魅せられて（5月19日、KSB企画/エマニエル）
- 彼女に内緒で彼女の母ともヤってます…（8月7日、JET映像/卍GROUP）
- 生姦Queen（8月13日、ミル）

- 神尻と肛門を限界まで8時間調教BEST（2月1日、ヴィ）※単体ベスト
- 夫婦交換スワップ温泉旅行 10（2月5日、LEO）他出演：奏音かのん、武藤あやか

### VR
- 神尻コキ（11月10日、KMPVR）
- お願い、今日は中に射精(だ)してほしいの…（11月10日、KMPVR）
- 神フェラ天国（11月10日、KMPVR）共演：蓮実クレア
- Wオマ●コ拘束玩具責め（11月10日、KMPVR）共演：蓮実クレア
- ムレた足で犯●れたい!（11月10日、KMPVR）共演：蓮実クレア
- チ●ポ奪い合う女たち（11月10日、KMPVR）共演：蓮実クレア
- 黒太中毒（11月10日、KMPVR）共演：蓮実クレア
- チ●ポ奪い合うナースたち（11月10日、KMPVR）共演：蓮実クレア

- 美尻の絶景フェラチオ（3月24日、CASANOVA/ミッシェル）
- ‘超’ 没入性感エステ vol.6（3月31日、CASANOVA/ピエール）
- 発情痴女のオナニーが止まらない!（5月12日、CASANOVA/フランソワ）他出演：三島奈津子
- 回春マッサージの超スペシャルコース! たまったザーメンを全て膣内射精で絞り出される極楽体験!!（5月12日、KMPVR）共演：波多野結衣、大槻ひびき、通野未帆
- 極上人妻 神業 回春マッサージ（5月23日、KMPVR）
- 美人メイドたちによる丁寧な洗体! 最後の仕上げは口淫ご奉仕!!（5月29日、KMPVR）共演：波多野結衣、大槻ひびき、通野未帆

- 超VIP席! 美巨尻美女達の見せ付けレズ（1月12日、CASANOVA/フランソワ）共演：花咲いあん
- Wブッキングでうっかり3Pセックス（2月23日、CASANOVA/フランソワ）共演：花咲いあん
- 裏クチコミ評価5のビジネスホテル マッサージ編（3月23日、CASANOVA/フランソワ）
- 仮想現実ライブチャット ネ申妻YUKIさんログイン中（4月13日、CASANOVA/ミッシェル）
- 黒パンスト穿いた担任の先生が2人っきりで秘密のオナニー練習!「いっぱいシコって!」 淫語オナサポ/耳舐め/脚コキ/顔面騎乗/ベロキスで射精を促し生挿入! 卑猥な腰振りで密着しながら何度も仰け反り絶頂!（9月7日、3D V&R VR）
- 人妻健康診断VR (欲求不満な人妻の乳首とアナルとおマ○コをじっくり観察!!) withテクニシャンナース（9月14日、WANZ VR）共演：星川光希
- 「新しいお母さんを服従させ寝取ってヤル!」 SEXレスに悩むデカ尻義母がマイクロビキニ姿でソープマットを準備! 連れ子の僕が目撃すると事態は急変! 弱みを握り生チ○ポセックスを強要!（9月21日、3D V&R VR）

- 美尻コンテストの控室でデカ尻お姉さん達に狙われたスタッフのアナタ!! 本番に向けてのパンプアップで杭打ち騎乗位、顔騎、ハーレム尻コキで夢の痴女られタイム突入～!!（6月10日、MOODYZ VR）共演：蓮実クレア、篠田ゆう、小早川怜子
- 人間椅子VR 2 (Human chair Virtual Reality)  顔面騎乗&チ○ポ騎乗で息が詰まるほど痴女られまくり! あお向けアングルW巨尻SPECIAL!!（8月26日、WANZ VR）共演：篠田ゆう

### イメージビデオ
- First Log ～愛ラブHIP～（2009年10月25日、ARDEN）
- 激嬢 〜オトナノアソビ〜（2010年5月25日、ARDEN）共演：名波はるか
- 激嬢 〜美尻伝説 オシリノチカラ〜（2010年7月25日、ARDEN）

1. ギリグラ!! 秘宝館（2010年9月16日、グラッツコーポレーション）

- 激嬢 〜妄想ふたり曼陀羅〜（2010年12月25日、ARDEN）共演：壇蜜
- 極嬢（2011年4月30日、ARDEN）
- 女体のレシピ（2011年6月25日、bit.ch）
- JIN -神なる女尻の誘惑-（2011年10月25日、ARDEN）共演：大沢みゆ
- 激嬢 -裏女子会・淫OUT!!（2012年1月25日、ARDEN）共演：佐藤かおり

## 出演

### テレビ
- 着エロNEX（エンタ!371）
- アニコスっちゃお（エンタ!371）
- ホンネの殿堂!!紳助にはわかるまいっ（CX）
- スカパー夏! アイドル水泳大会 in としまえん（CS）
- ガールズトレイン
- もっこりパラダイス（MONDO21）
- ビ〜チ9（テレビ埼玉）※マンスリーゲスト
- ダラケ! 〜お金を払ってでも見たいクイズ〜（2016年7月28日、BSスカパー!）
  - ダラケ!カップ2016ストリートファイターV最強王者決定戦 ※ラウンドガール

### ネット配信
- スパローズのギリギリアウツ!?（2013年2月 、ニコジョッキー）

### レースクイーン
- 2008年 プロントファンテーラ
- 2008年 オートバックス森永チルミル

### イメージガール
- 2008年 CAGE FORCEラウンドガール
- 2009年 銀だこハイボール酒場「角銀子」